# Шляхтуров, Александр Васильевич
Алекса́ндр Васи́льевич Шляхту́ров (род. 14 февраля 1947) — российский военачальник. Заместитель начальника Генерального штаба Вооруженных сил Российской Федерации — начальник Главного разведывательного управления Генерального штаба Вооружённых сил Российской Федерации (2009—2011), генерал-полковник в отставке.

## Биография
На ноябрь 2009 года открытые сведения в печати и информационных источниках о генерале Шляхтурове отсутствуют. Известно, что до своего назначения на должность начальника ГРУ он являлся первым заместителем начальника данного Главного управления, отвечая за вопросы стратегической разведки. Ранее закончил Военно-дипломатическую академию и проходил службу в валютно-финансовом департаменте Министерства иностранных дел (МИД России).
C 30 июня 2011 года — председатель совета директоров ОАО «Оборонсервис». Со 2 декабря 2011 года также является председателем совета директоров ОАО «Корпорация „Московский институт теплотехники“».
24 декабря 2011 года подал в отставку с должности главы ГРУ
26 декабря 2011 года Представитель Минобороны России Игорь Конашенков подтвердил, что генерал-полковник Шляхтуров освобождён от должности в связи с достижением предельного возраста нахождения на военной службе. Вместо него Главное разведывательное управление возглавит генерал-майор Игорь Сергун.
С сентября 2014 года является членом совета директоров ОАО «Оборонсервис» (ныне АО «Гарнизон»).